# District de Meirionnydd
Pour les articles homonymes, voir Meirionnydd.
Le district de Meirionnydd (district of Meirionnydd en anglais) est une ancienne zone de gouvernement local de deuxième niveau du pays de Galles.
Créé au 1er avril 1974 au sein du comté du Gwynedd par le Local Government Act 1972, il est aboli le 31 mars 1996 en vertu du Local Government (Wales) Act 1994. Avec le borough d’Arfon et le district de la Dwyfor, son territoire est constitutif du comté de Caernarfonshire and Merionethshire institué à partir du 1er avril 1996.

## Géographie
Le territoire du district relève du comté administratif de Merioneth. Au 1er avril 1974, il constitue, avec les districts d’Aberconwy, d’Arfon, de la Dwyfor et de l’Isle of Anglesey, le comté du Gwynedd, zone de gouvernement local de premier niveau créée par le Local Government Act 1972,.
Alors que le district admet 29 967 habitants au recensement de 1981, 31 246 résidents sont comptabilisés lors du recensement de 1991. La superficie du territoire du district est évaluée à 374 912 acres en 1978,,.

## Toponymie
Simplement défini par un ensemble de territoires par le Local Government Act 1972, le district prend le nom officiel de Meirionnydd en vertu du Districts in Wales (Names) Order 1973, un décret en Conseil du 8 janvier 1973 pris par le secrétaire d’État pour le Pays de Galles,.
Ainsi, le district tient son appellation du nom gallois donné au territoire du comté de Merioneth.

## Histoire
Le district de Meirionnydd est érigé au 1er avril 1974 à partir des territoires suivants, :
- le district urbain de Bala ;
- le district urbain de Barmouth ;
- le district urbain de Dolgellau ;
- le district urbain de Ffestiniog ;
- le district urbain de Tywyn ;
- le district rural de Deudraeth ;
- le district rural de Dolgellau ;
- et district rural de Pennlyn.

Le district est aboli au 31 mars 1996 par le Local Government (Wales) Act 1994, son territoire relevant désormais du comté de Caernarfonshire and Merionethshire au sens de la loi.